# 郭弘一
郭弘一（1945年4月6日—2010年6月6日），台灣台北市人。致力推廣台灣劍道運動50年，劍道七段教士。曾任中央警官學校劍道隊教官，台北劍道館副館長，台北劍道館總教練，國家代表隊國手。師承李阿逢、謝德仁、袁埏烽等人，曾獲兩屆全國中學組劍道比賽個人組優勝，教育部體育優秀青年獎章，中華民國劍道協會理事，台北市劍道委員會常務委員，開南劍友會教練，唐山企業有限公司創辦人兼董事長。著有《劍道入門》與《台灣劍道教室》二書。
郭弘一曾多次在台北市西門町袁埏烽家裡師徒繞著劍道一筋「剣道ひとすじ」夜談，爾後終生致力於推廣台灣劍道運動，也真正走完劍道一筋「剣道ひとすじ」的人生。

他與袁埏烽老師哲嗣「擊劍韻律」主要推手袁紹宗過從甚密，東洋劍道與西洋擊劍這兩人的愛劍家，相知相惜、以劍會友，以初唐王勃《滕王閣序》中的“落霞與孤鶩齊飛，秋水共長天一色”探討東西洋劍的節奏、以孫子兵法中的“風、林、火、山”對談東西洋劍的攻防策略等。一起終生致力於推廣台灣劍道、擊劍運動。

## 劍道經歷
- 民國四十七年學劍啟蒙師李阿逢先生、謝德仁先生、袁埏烽老師。
- 東京警視廳劍道部研修
- 曾任中央警察大學體育講師（10年）
- 中華民國劍道協會第一、二屆理事
- 中央警察大學劍道校友會總教練（16年）
- 台北市區運劍道代表隊總教8年）
- 台北劍道館總教練（18年）
- 台灣區運動大會劍道比賽裁判長（民國83年）
- 台北市體育會劍道委員會主任委員（三年）
- 國際社會人劍道台灣俱樂部總會長（五年）
- 中央警察大學警技教官
- 台灣劍道教室作者

## 著作
- 《台灣劍道教室》[1]
- 《劍道入門》